# Gola del Columbia
La Gola del Columbia (Columbia River Gorge) è un canyon del fiume Columbia nel Nord-ovest Pacifico degli Stati Uniti d'America. Profonda fino a 1.200 m, la gola si allunga per circa 130 km mentre il fiume serpeggia verso ovest attraverso la Catena delle Cascate, formando il confine tra lo Stato di Washington a nord e l'Oregon a sud. Estendendosi grosso modo dalla confluenza del Columbia con il fiume Deschutes fino al tratto orientale dell'area metropolitana di Portland, la gola fornisce il solo percorso navigabile attraverso le Cascate e il solo collegamento per via d'acqua tra l'Altopiano del Columbia e l'Oceano Pacifico.
La gola rientra in un'area naturale protetta a livello federale, chiamata "Area panoramica naturale della Gola del Columbia" (Columbia Gorge National Scenic Area) ed è gestita dalla Columbia River Gorge Commission e dallo US Forest Service. La gola è una popolare destinazione ricreativa.

## Descrizione
Il fiume Columbia taglia qui l'unico corridoio a livello del mare attraverso la Catena delle Cascate tra il fiume Deschutes e il fiume Sandy River, segnando anche i confini di stato tra Oregon e Washington. L'ampio intervallo di altitudine e precipitazioni rende la Gola del Columbia un luogo estremamente dinamico e diversificato di ecosistemi passando, in appena 130 km, da 1.200 m al livello del mare, con la corrispondente variazione di precipitazione da 2.500 mm a 250 mm. Dalla foresta pluviale temperata sul lato occidentale — con una precipitazione media annua compresa tra 1.900 e 2.500 mm — ai terreni erbosi occidentali con una precipitazione media annua tra 250 e 380 mm, fino a un terreno boscoso arido di transizione fra Hood River e The Dalles.  Micro-habitat isolati hanno consentito di prosperare a molte specie di piante e animali endemici, inclusi almeno 13 fiori selvatici endemici.
La Gola passa da foreste pluviali temperate a terreni erbosi aridi in soli 130 km, ospitando un drastico cambiamento di paesaggio mentre si percorre l'I-84.  Nelle aree occidentali delle foreste pluviali temperate, le foreste sono caratterizzate da aceri a foglia larga, abeti di Douglas e tsuga occidentali, tutti coperti di epifite. Nella zona di transizione (tra Hood River e The Dalles), la vegetazione si trasforma in quercia di Garry, pino giallo e pioppo nero americano. Poi sul lato orientale le foreste fanno spazio a vasti terreni erbosi, con sacche occasionali di pino delle dune e di pino giallo.
Le differenze di pressione atmosferica a est e ad ovest delle Cascate creano un effetto di galleria del vento nel profondo squarcio della gola, generando venti di 56 km/h che ne fanno una popolare località per il windsurfing e il kitesurfing.
La Gola è una meta popolare per gli amanti dell'escursionismo, del ciclismo, del turismo, della pesca e degli sport acquatici. L'area è nota per la sua alta concentrazione di cascate, con oltre 90 soltanto sul lato della Gola appartenente all'Oregon. Molte sono lungo la cosiddetta "Autostrada storica del fiume Columbia" (Historic Columbia River Highway), che include le spettacolari Cascate di Multnomah, alte 190 m.
I sentieri e i siti di uso quotidiano sono curati dal Servizio forestale e da vari parchi statali dell'Oregon e dello stato di Washington.

## Geologia
La Gola del Columbia cominciò a formarsi fin dal Miocene (approssimativamente da 17 a 12 milioni di anni fa), e continuò a prendere forma durante il Pleistocene (da 2 milioni a 700.000 anni fa). Durante questo periodo si stava formando la Catena delle Cascate, che spostò lentamente il delta del fiume Columbia circa 160 km a nord della sua attuale localizzazione.
Anche se il fiume erose lentamente la terra lungo questo periodo di tempo, i cambiamenti più drastici ebbero luogo alla fine dell'Era glaciale quando le inondazioni di Missoula scavarono le ripide, scoscese pareti che esistono oggi, facendo straripare il fiume fino all'altezza di Crown Point. Questa rapida erosione lasciò molti strati di roccia vulcanica esposta.

## Storia
La gola ospita insediamenti umani da oltre 13.000 anni. Tracce dei popoli di Folsom e di Marmes, che attraversarono il ponte di terra di Bering dall'Asia, furono trovate in scavi archeologici. Lavori di scavo vicino alle Cascate di Celilo, alcuni chilometri ad est di The Dalles, mostrano che gli uomini occupano questo sito per la pesca al salmone da più di 10.000 anni.
Da migliaia di anni, inoltre, la Gola fornisce un'importante via di comunicazione. Gli Indiani americani viaggiavano attraverso la Gola per fare commerci presso le Cascate Celilo, sia lungo lungo il fiume che oltre il Passo Lolo sul lato nord del Monte Hood.  Nel 1805, l'itinerario fu usato dalla spedizione di Lewis e Clark per raggiungere il Pacifico. I primi coloni europei e americani successivamente istituirono linee di battelli a vapore e ferrovie attraverso la gola. Oggi, la BNSF Railway trasporta merci lungo la riva dello stato di Washington, mentre la sua rivale, la Union Pacific Railroad, trasporta merci lungo la riva dell'Oregon. Fino al 1997, anche il Pioneer dell'Amtrak usava i binari della Union Pacific. Il segmento di Portland dell'Empire Builder usa i binari della BNSF che passano attraverso la gola.
La Columbia River Highway, costruita all'inizio del XX secolo, fu la prima grande autostrada asfaltata del Nord-ovest del Pacifico. La navigazione di questo tratto del fiume è stata notevolmente agevolata dopo che le Dighe di Bonneville e di The Dalles sommersero le principali rapide della gola.
Nel novembre 1986, il Congresso ne fece la seconda Area panoramica nazionale e istituì la Commissione per la Gola del Columbia (Columbia River Gorge Commission) come parte di un accordo interstatale. Nel 2004, la gola diede il nome all'Area viticola americana (AVA) della Gola del Columbia, un'area di 1.794 ettari localizzata su entrambe le sponde del fiume.

## Galleria d'immagini

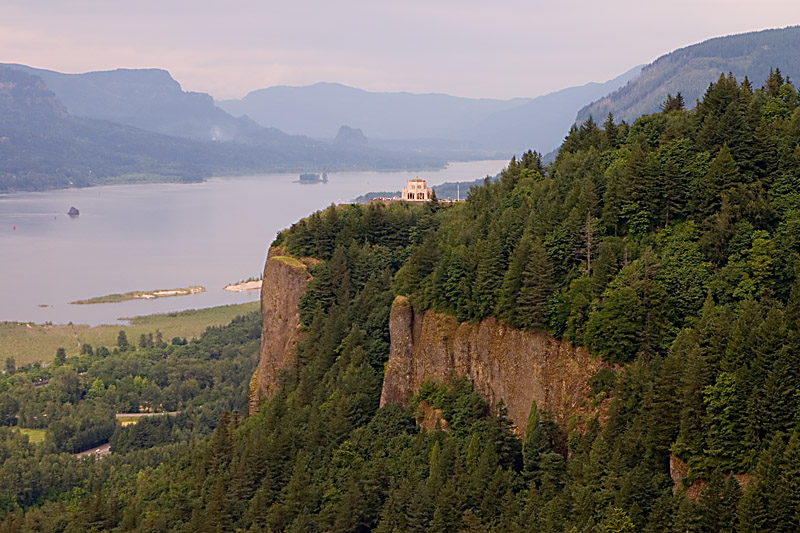
Crown Point nella Gola del Columbia, che guarda a monte da Chanticleer Point.
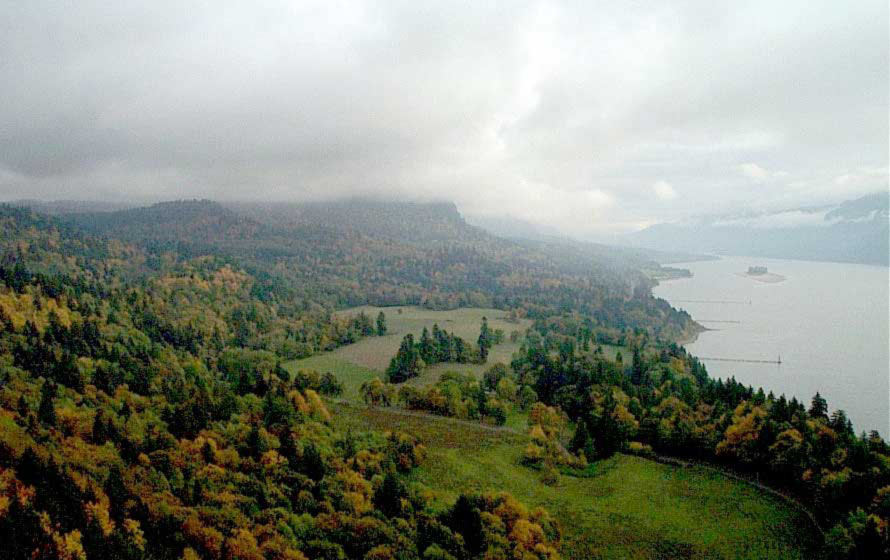
La Gola del Columbia, fotografata dal bordo meridionale della Foresta nazionale di Gifford Pinchot.
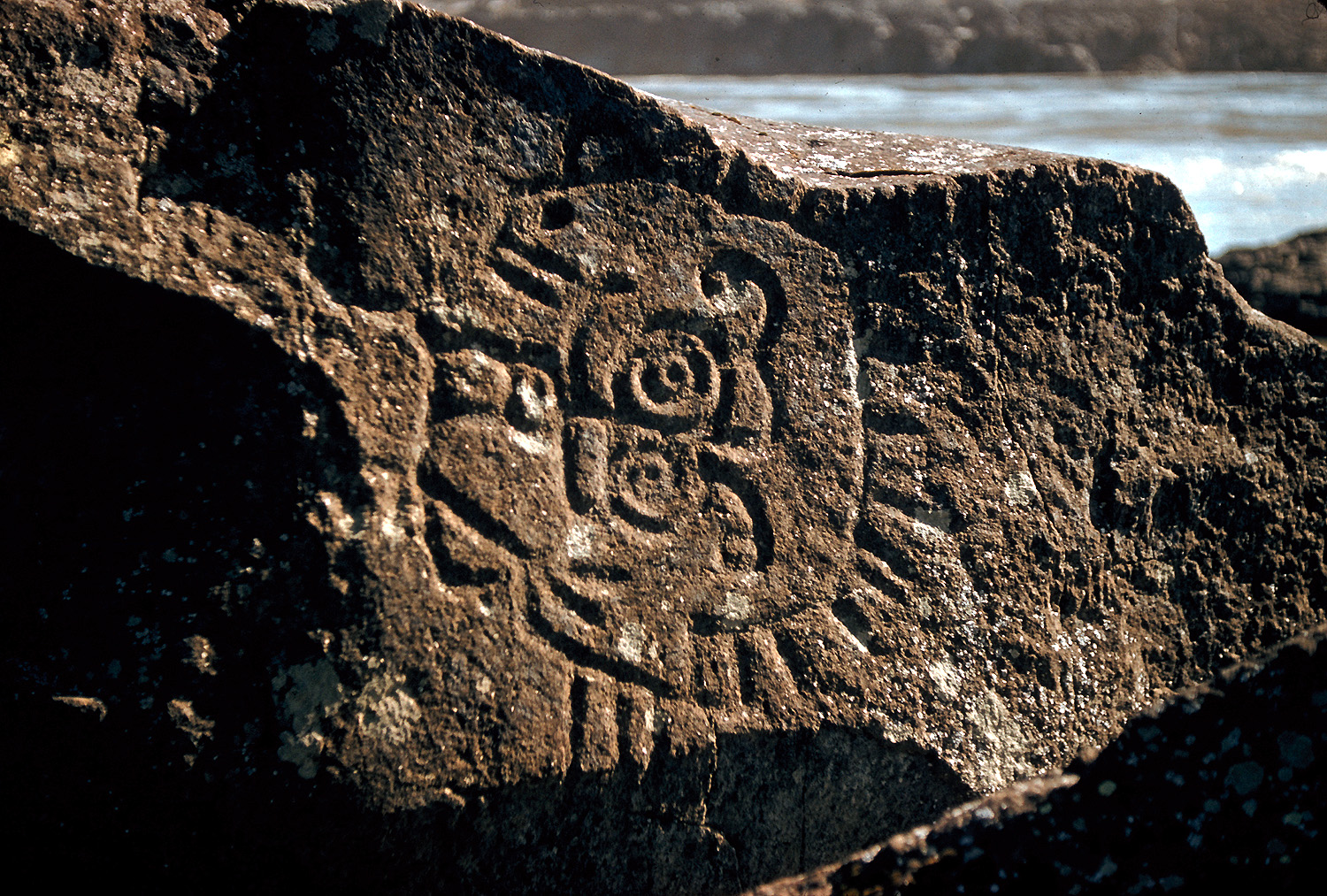
Petroglifi degli Indiani nativi nella Gola del Columbia vicino alla Diga di The Dalles.
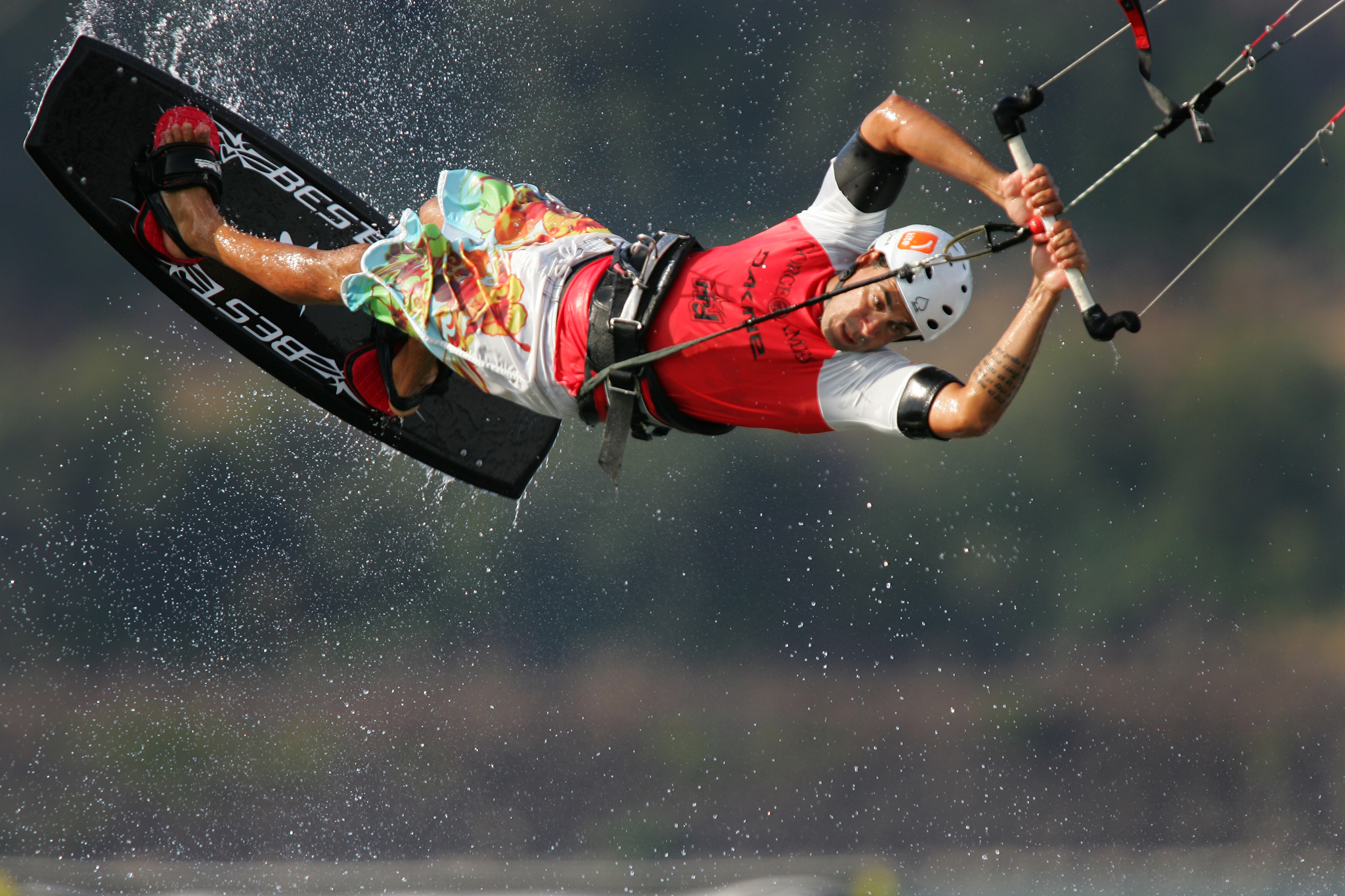
Kitesurfing sul fiume Columbia.
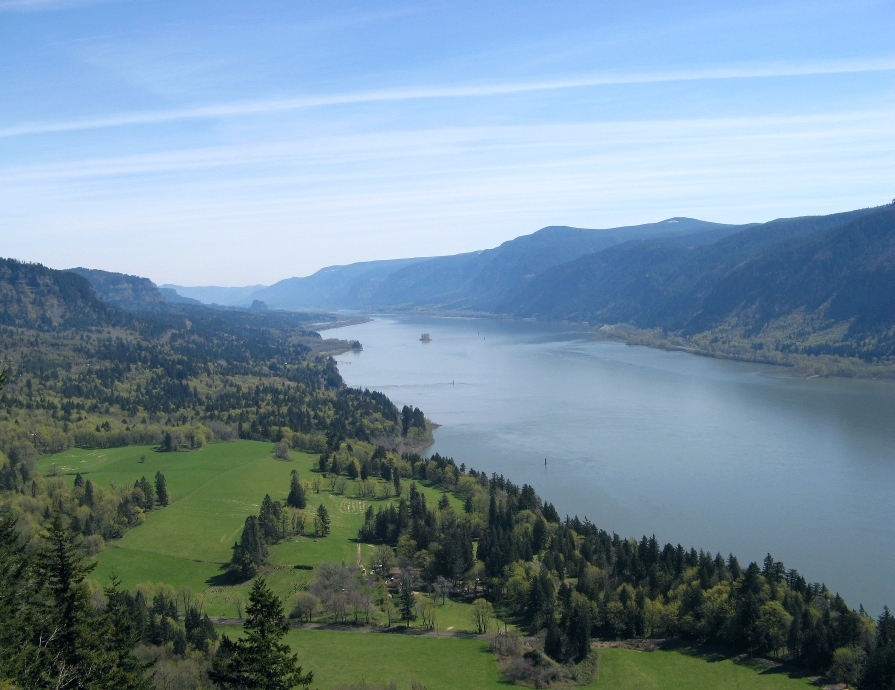
Veduta della Gola del Columbia dal Cape Horn Trail, che guarda a est verso Beacon Rock.
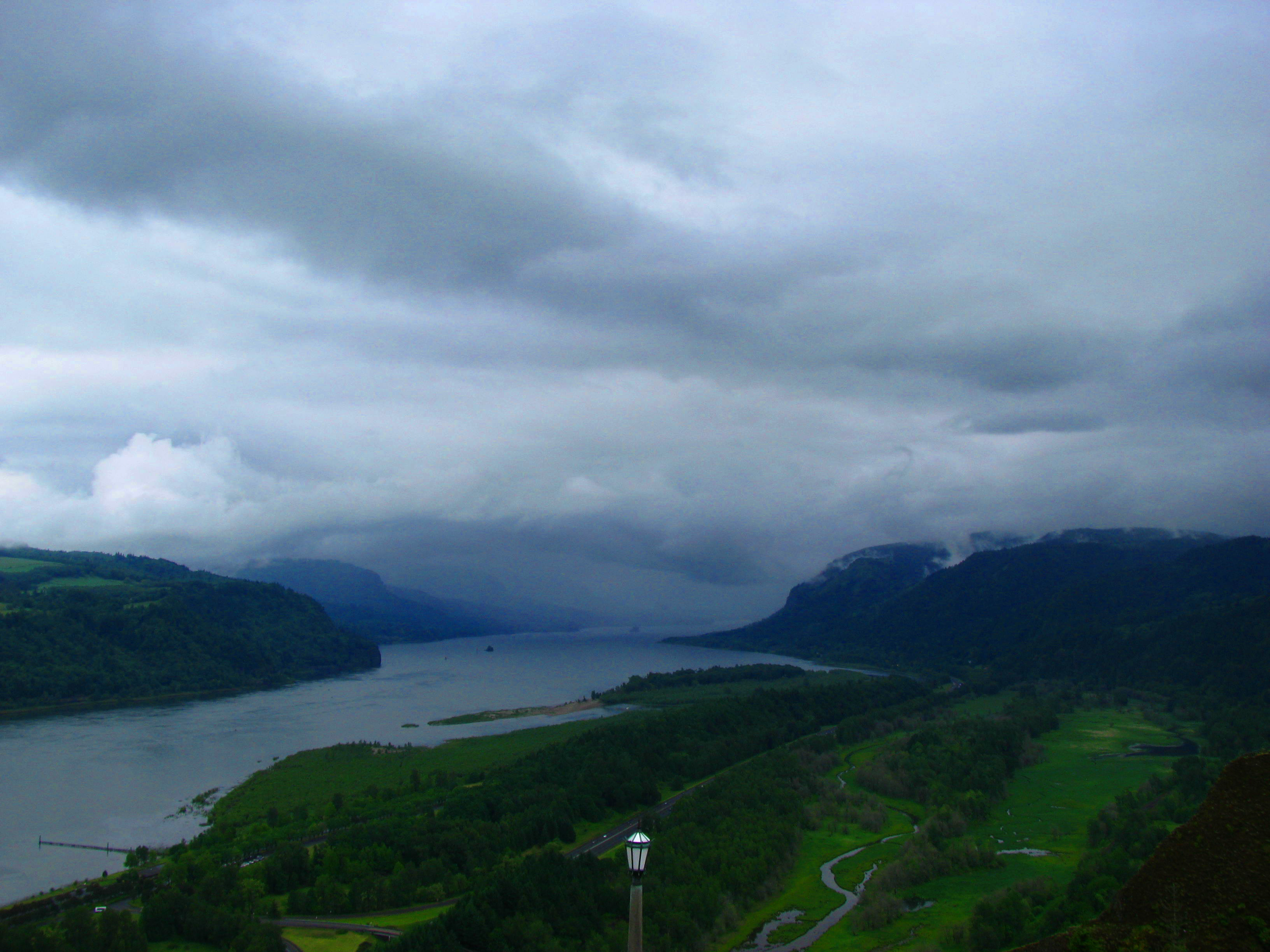
La Gola del Columbia, fotografata da Crown Point.
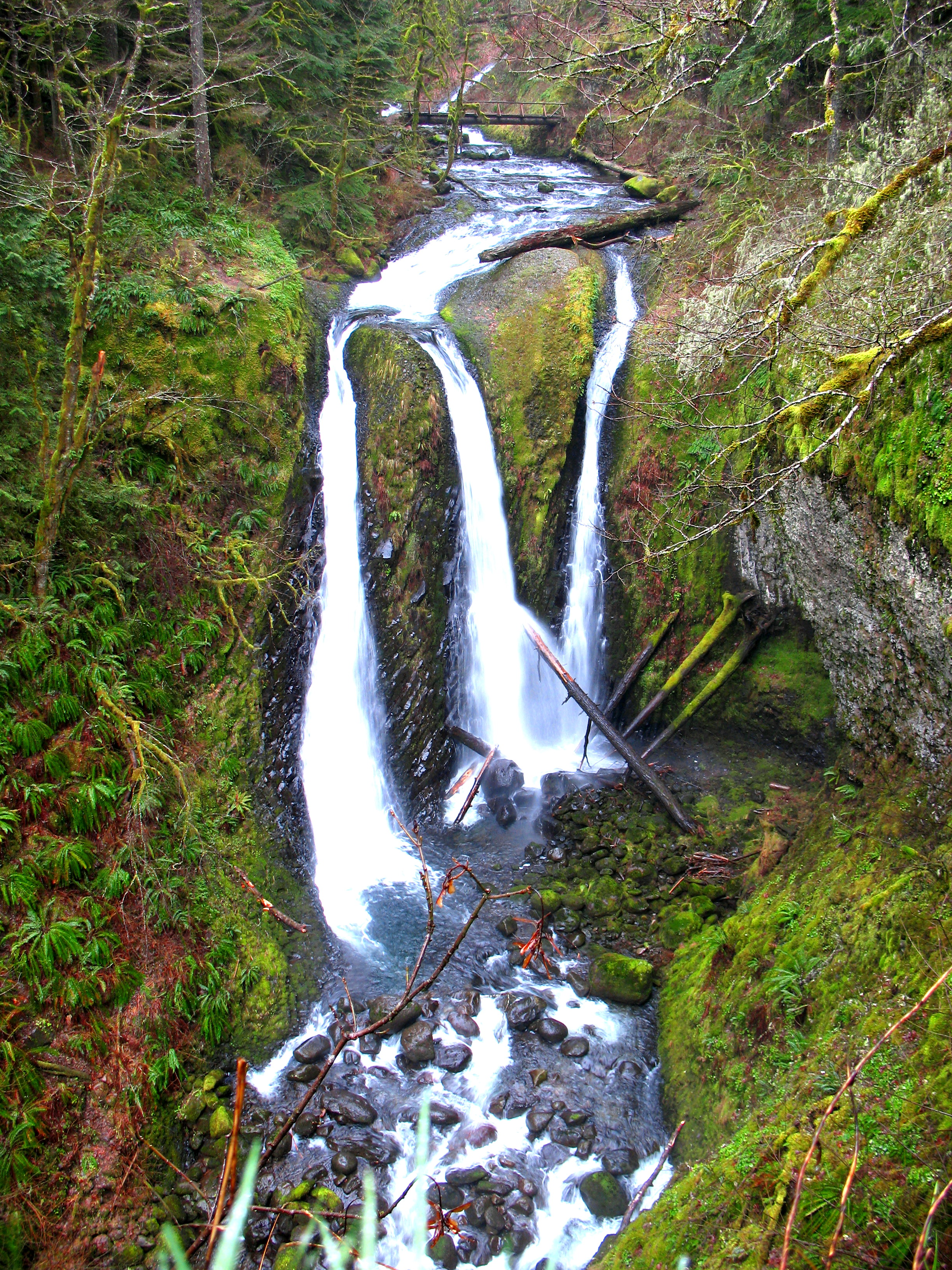
Triple Falls
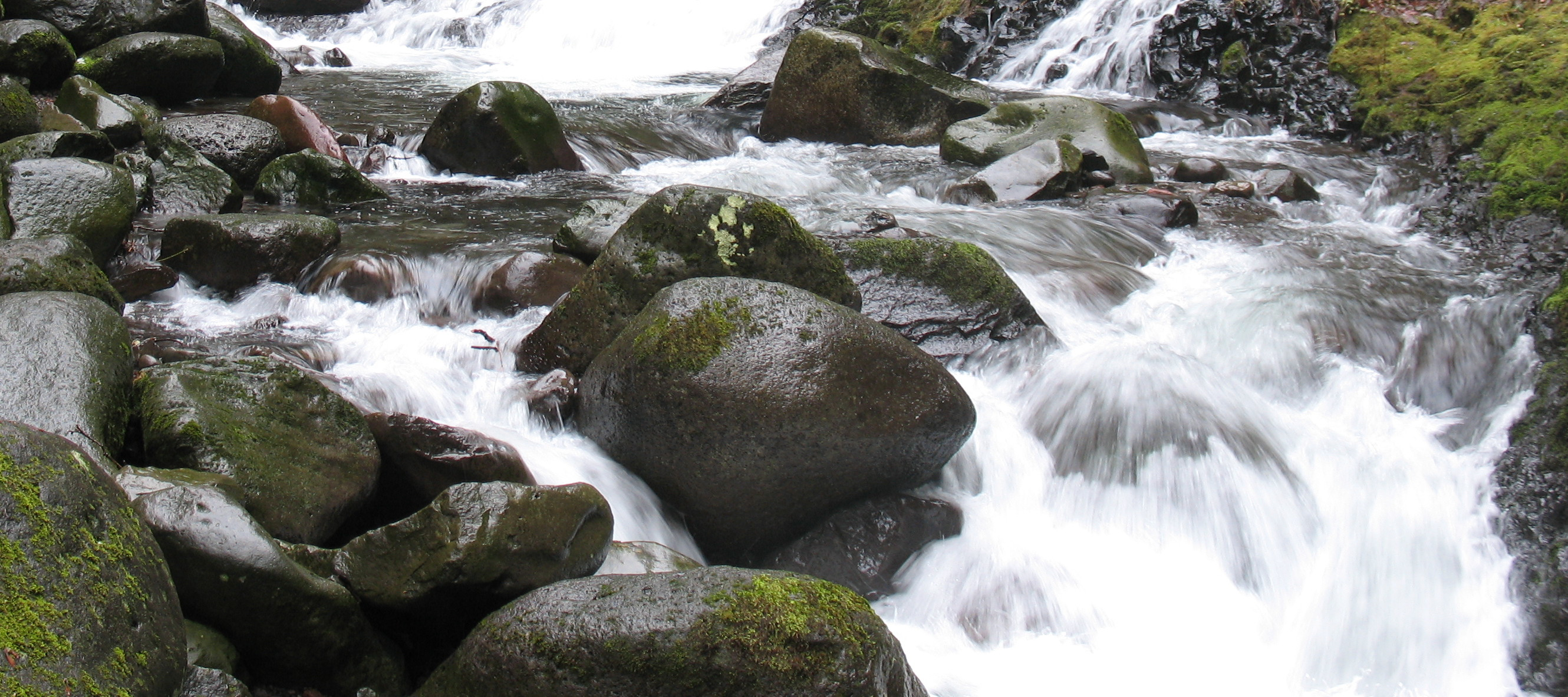
Oneonta Creek
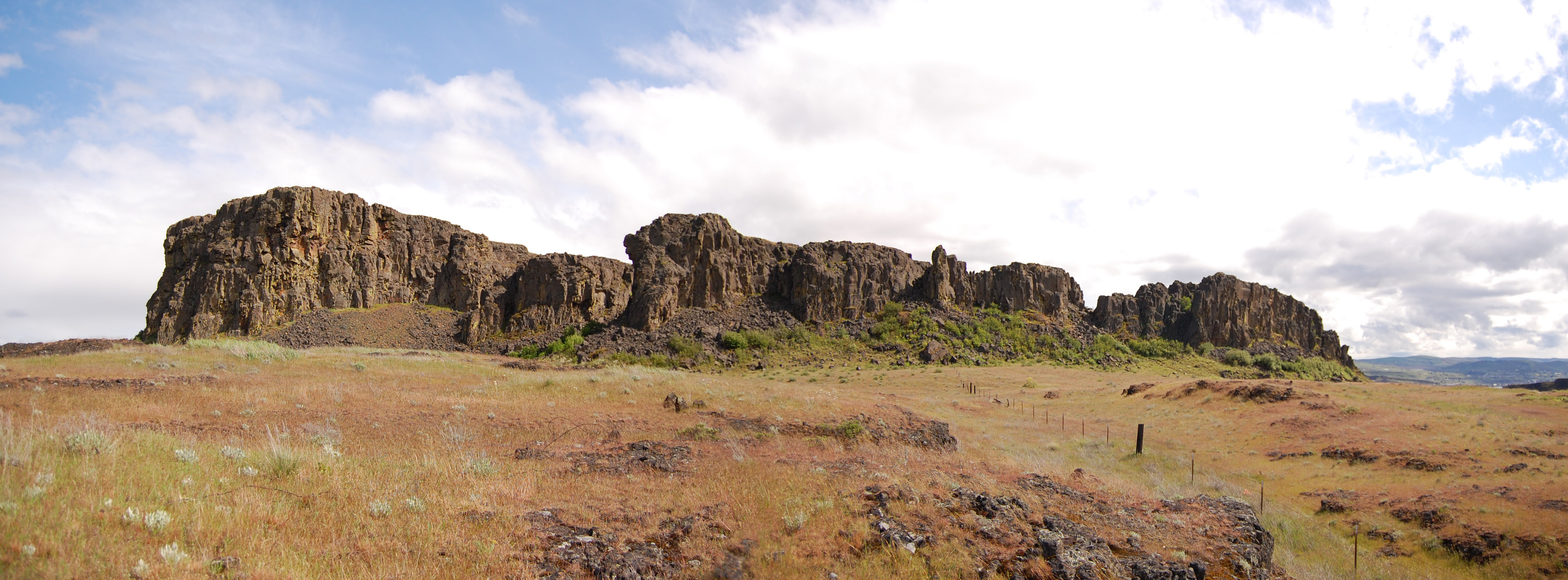
Horsethief Butte, vicino a The Dalles.